# StarCraft II: Heart of the Swarm Soundtrack
StarCraft II: Heart of the Swarm Soundtrack lub StarCraft II: Heart of the Swarm Collector's Soundtrack – oficjalna ścieżka dźwiękowa z gry StarCraft II: Heart of the Swarm, będącej pierwszym dodatkiem do StarCraft II: Wings of Liberty. Skomponowana przez Glena Stafforda, Russella Browera, Dereka Duke'a i Neala Acree i wydana 12 marca 2013 roku przez Blizzard Entertainment na płycie CD (dostępna tylko w edycji kolekcjonerskiej)  i do cyfrowego ściągnięcia na stronie iTunes (w formacie m4a).

## Formaty i listy utworów
CD, digital download:
| Nr  | Tytuł utworu                | Długość |
| --- | --------------------------- | ------- |
| 1.  | „Corruptors”                | 7:49    |
| 2.  | „Heart of the Swarm”        | 7:12    |
| 3.  | „Collateral Damage”         | 5:14    |
| 4.  | „Fire In The Sky”           | 8:02    |
| 5.  | „Stronger”                  | 6:18    |
| 6.  | „The Coming Storm”          | 7:12    |
| 7.  | „Conscience”                | 7:30    |
| 8.  | „Phantoms Of The Void”      | 7:14    |
| 9.  | „He Had It Coming”          | 6:36    |
| 10. | „Ascension”                 | 5:55    |
| 11. | „Whispering From The Stars” | 5:17    |
|     |                             | 1:14:19 |

## Twórcy i personel pracujący nad ścieżką dźwiękową
- Skomponowana przez Glena Stafforda, Russella Browera, Dereka Duke'a i Neala Acree z Blizzard Entertainment.
- Za muzykę dodatkową odpowiadają Cris Velasco oraz Jason Hayes.
- Za wykonanie odpowiada The Skywalker Symphony Orchestra.
- Ścieżka dźwiękowa została nagrana w Skywalker Sound, oddziale firmy Lucasfilm w hrabstwie Marin w Kalifornii oraz w Bernie Grundman Mastering w Hollywood w Kalifornii, USA.
- Zremasterowana przez Patricię Sullivan w Bernie Grundman Mastering w Hollywood w Kalifornii, USA.

Źródło: